# Karczmarze
Karczmarze – przysiółek wsi Mołodycz w Polsce położona w województwie podkarpackim, w powiecie jarosławskim, w gminie Wiązownica, w sołectwie Mołodycz.
Dawniej przysiółek zniesionej wsi Zaradawa.
W latach 1975–1998 miejscowość położona była w województwie przemyskim.